# Santiago Montenegro
Pour les articles homonymes, voir Montenegro.
Montenegro  Narváez est un nom espagnol. Le premier nom de famille, en général paternel, est Montenegro ; le second, en général maternel, souvent omis, est Narváez.
Jimmy Santiago Montenegro Narváez, né le 15 mai 1998 à El Playón de San Francisco (Sucumbíos), est un coureur cycliste équatorien. 

## Biographie
Il remporte le classement général du Tour de l'Équateur 2020 avec le maillot national.

## Palmarès

### Par année
- 2017
  -  Champion d'Équateur sur route espoirs
- 2019
  -  Champion panaméricain sur route espoirs
  - 2e du championnat d'Équateur sur route espoirs
  - 3e du Tour de l'Espoir
  - 3e du championnat d'Équateur du contre-la-montre espoirs
- 2020
  - Classement général du Tour de l'Équateur
- 2021
  - 4e étape du Tour de l'Équateur
- 2022
  - 4e étape de la Vuelta a Nariño
  - 7e étape du Tour du Guatemala
  - 4e, 6e et 8e étapes du Tour de l'Équateur
  - 3e du Tour du Guatemala
  - 3e du Tour de l'Équateur
  - 7e du championnat panaméricain sur route
- 2023
  - 1re étape de la Vuelta a Catamarca Internacional
  - 5e étape du Tour de l'Équateur
  - 2e de la Vuelta a Catamarca Internacional
  - 3e du Tour de l'Équateur
- 2024
  - 9e étape du Tour du Costa Rica
- 2025
  - Clásica Ciudad de Huaca

### Classements mondiaux
| Année                                 | 2017  | 2018  | 2019 | 2020 | 2021 | 2022 | 2023 | 2024  |
| ------------------------------------- | ----- | ----- | ---- | ---- | ---- | ---- | ---- | ----- |
| Classement mondial                    | 2740e | 1713e | 342e | nc   | 882e | 533e | 626e | 1288e |
| UCI America Tour                      | 412e  | 194e  | 32e  | nc   | 109e | 46e  | 58e  | nc    |
|                                       |       |       |      |      |      |      |      |       |
| Légende : nc = non classéSource : UCI |       |       |      |      |      |      |      |       |